# Patrick Hawes

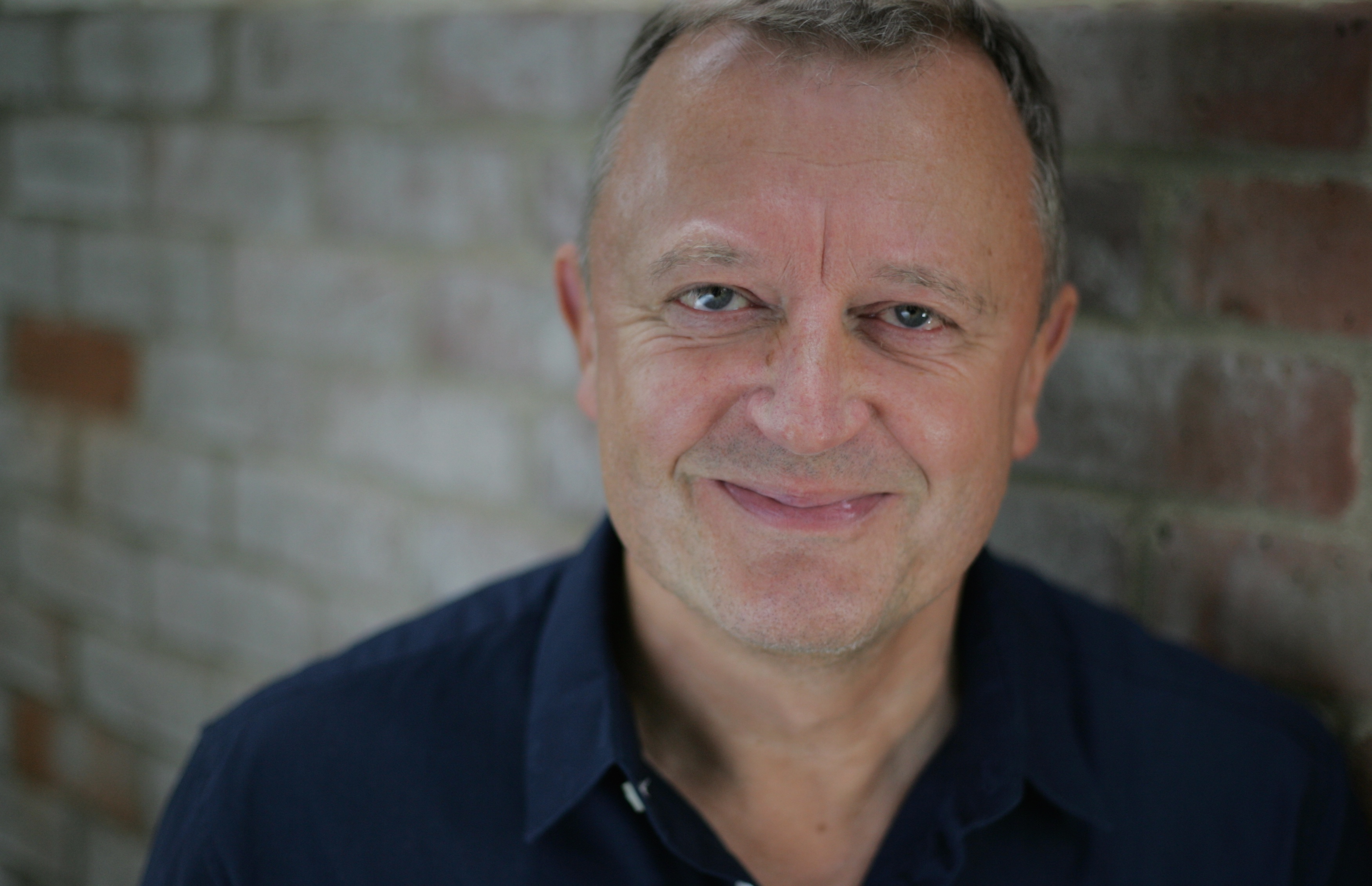

Patrick Hawes (* 5. Dezember 1958 in Grimsby) ist ein britischer Komponist, der auch als Konzertpianist, Organist und Dirigent wirkte. AllMusic zufolge schreibt er tonale Musik in einer im Wesentlichen romantischen Tradition mit einer zumeist stark christlichen Ausrichtung.

## Leben und Wirken
Hawes studierte Musik an der University of Durham (Hauptfach Orgel) und war außerdem Dirigent des Kammerchors der Universität und des Symphonieorchesters der Universität. Dort gründete und leitete er auch die University Chamber Singers. Anschließend arbeitete er von 1981 bis 1990 als Musik- und Englischlehrer am Pangbourne College, wo er sein erstes großes Werk, die dramatische Kantate The Wedding at Cana schuf. Daraufhin wurde er Composer in Residence an der Charterhouse School (1990–1997).
Nachdem Hawes seine Lehrtätigkeit aufgegeben hatte, verfasste er Filmmusiken, etwa für The Incredible Mrs Ritchie (2002) unter der Regie von Paul Johansson. Sein Debütalbum Blue in Blue, eine Sammlung von Chor- und Orchesterstücken, erschien 2004.
Von 2006 bis 2007 war Hawes Composer in Residence beim britischen Klassikradio Classic FM, wo er den Auftrag erhielt, zwölf Stücke für Klavier zu schreiben, die jeweils über einen Zeitraum von zwölf Monaten uraufgeführt wurden. Daraus resultierte das Album Towards the Light (2007), das auch bei einer Konzerttournee vorstellte. 2009 legte er sein drittes Album Song of Songs vor, das sechs Chorsätze für Streicher und Stimmen sowie weitere Werke für Chor und Orgel enthält. Im Auftrag des damaligen Prinzen Charles komponierte er die Highgrove Suite für Harfe und Streicher (2009), in der jeder Satz einen Teil der königlichen Gärten in dessen damaliger Residenz Highgrove House porträtiert. Sein Album Fair Albion: Visions of England entstand mit dem English Chamber Orchestra und der Sopranistin Elin Manahan Thomas.
In den folgenden Jahren war Hawes weiterhin als Komponist produktiv und veröffentlichte weitere Alben mit eigenen Werken. Sein Chorwerk Eventide: In Memoriam Edith Cavell (2014) würdigte die Karriere einer Krankenschwester aus dem Ersten Weltkrieg. 2015 folgte ein Klarinettenkonzert für Emma Johnson. 2018 führte Hawes seine Sinfonie The Great War Symphony auf, bei der jeder Satz für ein Jahr des Ersten Weltkriegs steht; die Premiere fand am 9. Oktober 2018 in der Royal Albert Hall in London statt. Weitere Werke und Tonträger folgten. Er verfasste auch die Kammeropern A King’s Ransom und Gobbolino, the Witch’s Cat. Bei seinem Album The Nativity (2023) wirkte der Kammerchor Voce aus Neuengland mit. Hawes hat für Texte mit seinem Bruder Andrew Hawes zusammengearbeitet, der Dichter ist.

## Diskographie
- Blue in Blue (2004) – Black Box BBM1081 & (2005) – Universal Classics and Jazz UCJ 4763020
- Towards the Light (2006) – Sony & (2010) – Decca CFM FW 148
- Song of Songs (2009) – Signum SIGCD162
- Fair Albion (2009) – Signum SIGCD178
- Highgrove Suite (2010) – Classic FM / Decca CFMD16
- Lazarus Requiem (2012) – Signum SIGCD282
- Angel (2014) – Decca 3742046
- Revelation (2017) – Naxos 8.573720
- The Great War Symphony (2018) – Classic FM / Decca CFMD64
- The Fire of Love (2021) – GIA Choral Works / Naxos CD1092
- The Nativity (2023) – Signum SIGCD752